# سفارت کاستاریکا در واشینگتن
سفارت کاستاریکا در واشینگتن (به انگلیسی: Embassy of Costa Rica) یک سفارت در ایالات متحده آمریکا است که در واشینگتن، دی.سی. واقع شده‌است.